# Kwiatkówek (województwo wielkopolskie)
Kwiatkówek – osada w Polsce położona w województwie wielkopolskim, w powiecie ostrowskim, w gminie Nowe Skalmierzyce, w sołectwie Miedzianów, w Kaliskiem, ok. 6 km od Nowych Skalmierzyc.

## Podział administracyjny
Miejscowość przynależała administracyjnie przed rokiem 1887 do powiatu odolanowskiego. W latach 1975–1998 do województwa kaliskiego, a w latach 1887–1975 i od 1999 do powiatu ostrowskiego.